# دوريس ديوك
دوريس ديوك (بالإنجليزية: Doris Duke) هي  أمريكية، ولدت في 22 نوفمبر 1912 في نيويورك في الولايات المتحدة، وتوفيت في 28 أكتوبر 1993 في بيفرلي هيلز في الولايات المتحدة بسبب استسقاء.

## وصلات خارجية
- دوريس ديوك على موقع إن إن دي بي (الإنجليزية)